# آسیاب کرفه ۳
بقایای آسیاب کرفه ۳ مربوط به دوره صفوی است و در شهرستان پل‌دختر، بخش مرکزی، دهستان ملاوی، ۳ کیلومتری غرب روستای پران پرویز واقع شده و این اثر در تاریخ ۲۲ آبان ۱۳۸۶ با شمارهٔ ثبت ۲۰۰۹۹ به‌عنوان یکی از آثار ملی ایران به ثبت رسیده است.